# Francesc Malatesta de Sogliano
Francesc Malatesta de Sogliano fou fill de Rambert III Novello Malatesta de Sogliano. El seu pare li va deixar la senyoria de San Martino in Converseto el 1532, però la va vendre al seu parent Camil Giambattista i va viure amb una dona florentina de classe baixa (Giovanna Micheli) cosa que va provocar un gran disgust al pare.